# Laško

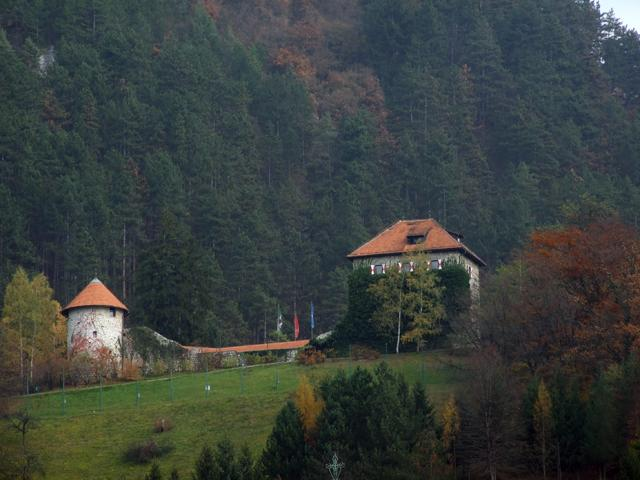
Tabor erőd

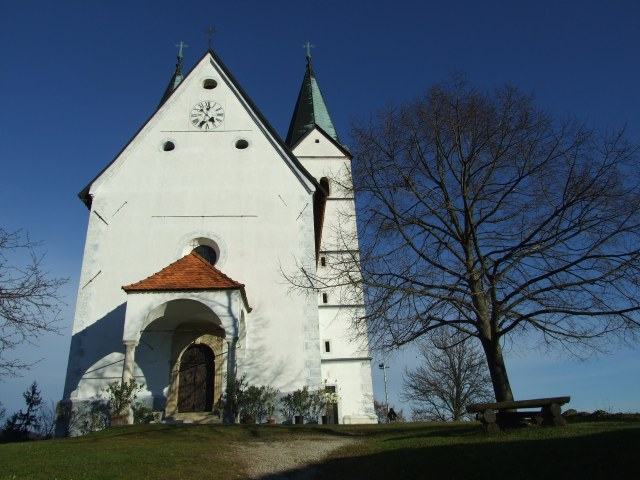
Templom Laško fölött

Laško (IPA: [ˈlaːʃkɔ] németül: Tüffer IPA: [ˈtʏfɐ]) kisváros Kelet-Szlovéniában, mely gyógyfürdőjéről és söréről híres. A Hum-hegy lábánál fekszik, a Savinja folyónál. A város felett látható a Tabor erőd. Lakosainak száma 3288 fő (2020. január 1.).
Minden évben, júliusban megrendezik a „Sör és virágok” fesztivált, amikor a kisvárost 120 000 ember látogatja meg.

## Népesség
| 2020 | 3 288 |